# 迭杜古 (塞古區)
13°38′26″N 5°37′38″W / 13.64056°N 5.62722°W
迭杜古（法語：Diédougou），是馬里的城鎮，位於該國西南部，由塞古區的塞古省負責管轄，處於塞古東北面80公里，面積409平方公里，2009年人口13,268，人口密度每平方公里32人。